# Gerd Grieg
Pour les articles homonymes, voir Grieg (homonymie).
Gerd Grieg (née Gerd Egede-Nissen, 21 avril 1895 - 9 août 1988) est une actrice de théâtre et de cinéma norvégienne.

## Biographie
Née à Bergen, en Norvège, elle est la fille de Georga Wilhelma Ellertsen (1871–1959) et de l'homme politique Adam Egede-Nissen (1868–1953). Elle a dix frères et sœurs, dont Aud Egede-Nissen, Ada Kramm, Oscar Egede-Nissen, Stig Egede-Nissen, Lill Egede-Nissen et Gøril Havrevold, tous devenus comédiens.
Gerd Grieg fait ses débuts d'actrice au Nationaltheatret en 1910. En 1913, elle apparaît dans plusieurs courts métrages muets réalisés par le réalisateur danois August Blom (1869–1947). De 1917 à 1921, elle est à Berlin et joue dans des productions de la société cinématographique de sa sœur Aud Egede-Nissen. Elle retourne en Norvège en 1922 et au Nationaltheatret en 1928.
Pendant l'occupation allemande de la Norvège, elle soutient l'effort de guerre norvégien depuis son exil à Londres et en Islande.
Elle prend sa retraite en 1955 et en 1957 publie un livre sur elle et son mari : Nordahl Grieg, slik jeg kjente ham (Oslo : Gyldendal. 1958).
En 1944, elle est nommée commandeur de l'Ordre de Saint-Olaf. Elle a également été honorée de la Médaille du Mérite du Roi en or, grand chevalier de l'Ordre du faucon et reçoit la médaille de la liberté du roi Christian X pour son rôle pendant la guerre. Elle meurt en 1988.
Elle a été mariée au chirurgien Ragnvald Ingebrigtsen (1882–1975) de 1922 à 1940 ; ils ont eu trois filles. Ingebrigtsen épouse plus tard la sœur cadette de Gerd, Gøril, en 1962.
Elle se remarie en 1940 avec le poète, romancier, dramaturge et journaliste Nordahl Grieg. Nordahl Grieg, correspondant de guerre pendant la Seconde Guerre mondiale, est tué lors d'une mission à Berlin en 1943.